# Ádám Lang
Ádám Lang, född 17 januari 1993 i Veszprém, är en ungersk fotbollsspelare som spelar för Omonia. Han representerar även Ungerns fotbollslandslag.